# Franciszek Henryk Krokowski
Franciszek Henryk Krokowski herbu własnego – sędzia pucki w latach 1685–1710, ławnik pucki w latach 1676–1680.
Poseł sejmiku puckiego na sejm koronacyjny 1676 roku, sejm 1677 roku, sejm 1681 roku, sejm 1685 roku, sejm 1690 roku. Poseł sejmiku powiatu puckiego na sejm konwokacyjny 1696 roku.